# ASV Atletics Nijverdal
ASV Atletics is een Nederlandse atletiekvereniging uit Nijverdal. AV Atletics is opgericht op 4 november 1986. De vereniging telt ca. 550 leden (februari 2023). De vereniging is officieel lid van de Atletiekunie en behoort tot de atletiekregio Twente. Tevens is de vereniging lid van de Survivalrun Bond Nederland en Nederlands Triathlon Bond

## Geschiedenis
Vanaf 1984 bestond er in de gemeente Hellendoorn een georganiseerde loopgroep. Aanvankelijk was deze loopgroep ondergebracht bij sportschool Middelkamp. Begin 1985 besloot deze groep om zelfstandig als atletiek/loopgroep verder te gaan. Op 4 november 1986 was de oprichting van AV Atletics een feit.

Sinds 1 november 2010 is de survivalgroep gestart bij AV Atletics. Als eerste atletiekvereniging in Nederland beschikt AV Atletics over een 100 meter lange survival trainingsbaan. De survivalbaan is goedgekeurd door de Survivalbond Nederland.

Op 4 november 2011 bestond de vereniging 25 jaar en op dat moment bestond de vereniging uit iets meer dan 300 leden. In 2014 werd de naam AV Atletics veranderd in ASV Atletics, Atletiek- en Survival vereniging Atletics. In december 2014 werd het 400ste lid ingeschreven. Tijdens de Algemene Ledenvergadering in maart 2015 werd bekendgemaakt dat de leden een nieuw logo hadden gekozen. 

## Accommodatie

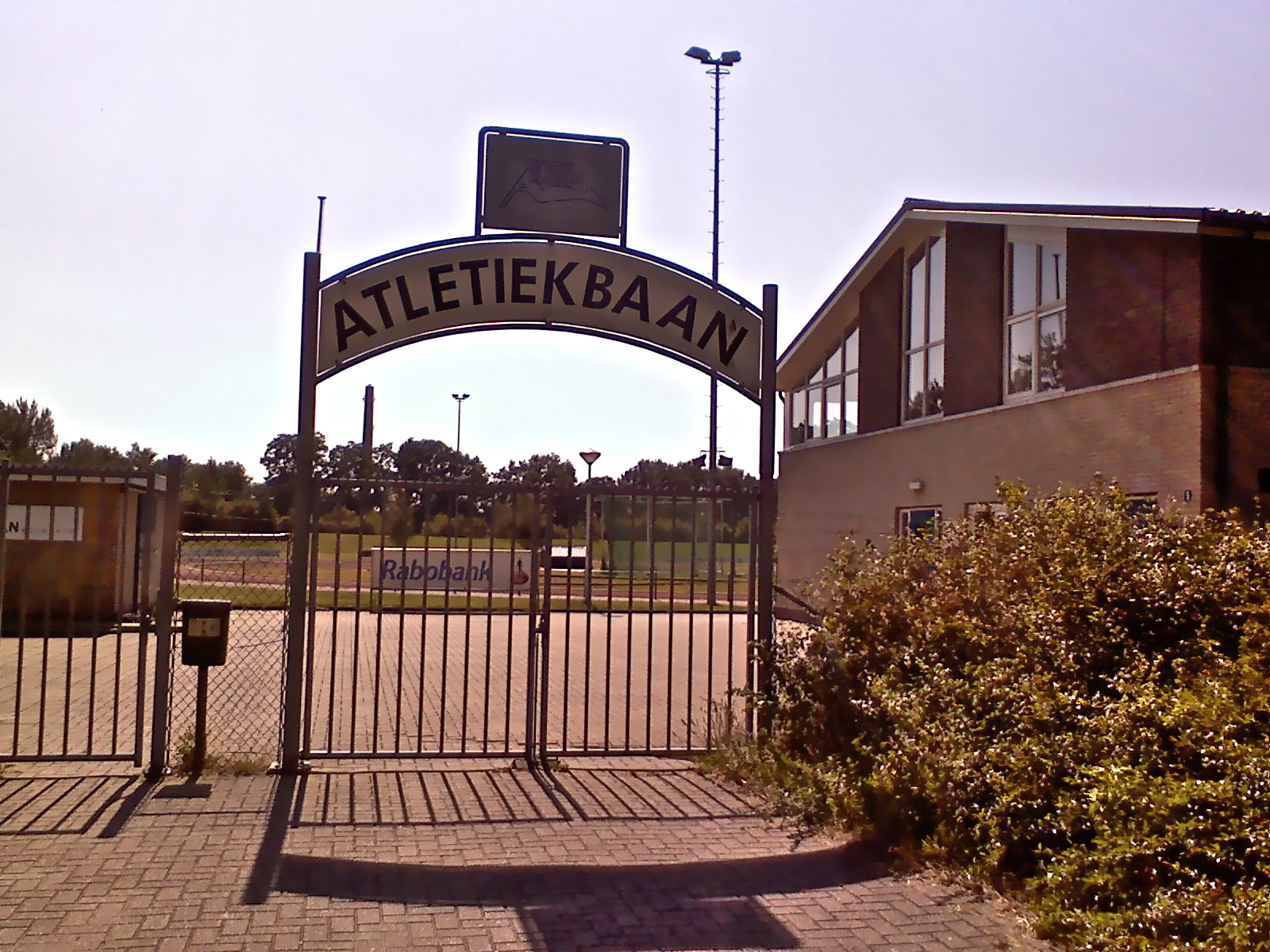
De accommodatie van ASV Atletics aan de Van Heerdtweg in Nijverdal

Sinds november 1997 is ASV Atletics gevestigd op de huidige locatie. De accommodatie is gesitueerd in de Groene Mal, een natuurgebied tussen de Kruidenwijk en het centrum van Nijverdal. De baan is in 2022 volledig gerenoveerd.
De accommodatie van ASV Atletics bestaat uit:
- een clubgebouw bestaande uit kantine, fitnessruimte, EHBO/massageruimte, kleedruimten, sanitaire voorzieningen en een opslagruimte voor de speren, kogels, discussen, horden enz.;
- 1 400 meter-baan;
- 2 verspringbakken;
- 2 kogelstootbakken;
- 1 werpkooi;
- 2 speerwerp-banen;
- 2 hoogspringmatten
- 1 polsstokhoogspringinstallatie.

In de zomer van 2010 is de baan gerenoveerd.
Op 9 juni 2011 werd de survivalbaan geopend. 
Deze beschikt over ongeveer 100 meter aan survivalbaan. Deze baan is verdeeld in secties van 5,5 m waar in elke sectie een andere hindernis geoefend kan worden. Een aantal van de hindernissen:
- apehang van ongeveer 50 meter
- catcrawl
- swingover (verschillende versies)
- bandenswing
- daknet
- horizontaalnet (incl. swingover)
- stokjes (hangend onderaan een balk)
- triangels (hangend onderaan een balk of touw)
- postman-walk
- lianen
- staplussen
- spaanse ruiter
- slingertouw

## Bekende (oud-)leden & prestaties
- Michel Kerkdijk
- Henrieke Krommendijk; Nederlands Kampioen op de 400 m in 2005.
- Marian Freriks; meervoudig Nederlands Kampioen op de lange cross in 1989, 1990 en 1991.
- Anja Mulder; specialiste hink-stap-springen. 11,79 meter op 17 juli 2008 te Amsterdam.
- Peter Bruinsma, Nederlands Kampioen Marathon 45+ (2019)
- Julia Seppenwoolde, Brons op 600 m. NK indoor U14 (2023)
- Jonas Phijffers, Nederlands Indoor Kampioen 400 m. U20 2021 en 2022
- Jesse Linthorst, Nederlands Kampioen Survivalrun KSR (2019/2020)
- Peter Baan, Nederlands Kampioen Survivalrun (2008) MSR 50+ (2017/2018) Open NK KSR en LSR 50+ (2018)

## Survival(run)
ASV Atletics is de eerste atletiekvereniging van Nederland die een Survival afdeling heeft. De survival afdeling is lid van de Survivalrun Bond Nederland en de survival baan is gekeurd door deze bond. In maart 2015 meldde zich het 150ste lid van de survival afdeling aan. Diverse survivalrunners van Atletics staan in de top van het Nederlands klassement. In 2019 werd hoofdtrainer André Gorter de voorzitter van de Survivalrun Bond Nederland (14.000 leden) en onderdeel van NOC*NSF. Hij volgde hiermee Olympisch judoka Mark Huizinga op.

## Wedstrijden

### Medaille wedstrijd
ASV Atletics organiseert bijna jaarlijks een medaillewedstrijd. Deze atletiekwedstrijd voor pupillen en junioren C en D wordt 4 keer per seizoen georganiseerd. De atleten kunnen tijdens deze wedstrijd een gouden, zilveren of bronzen limiet halen waarmee ze aan het eind van het seizoen recht hebben op een medaille.

### Diepe Hel Holterbergloop
Jaarlijks organiseerde ASV Atletics samen met AV Holten de Diepe Hel Holterbergloop. Traditioneel vond de wedstrijd iedere laatste zaterdag van oktober plaats. Het ene jaar (even jaren) wordt de wedstrijd gehouden in Nijverdal en het andere jaar (oneven jaar) in Holten. De wedstrijd staat bekend om de klim tegen de Holterberg. De afstanden zijn: 2 mijl (3,2 kilometer), 5 mijl (8 kilometer) en 10 Engelse mijl (16 kilometer). 
In 2017 werd de DHHL ondergebracht in een stichting. In het bestuur van de stichting zitten te allen tijde leden van de atletiekvereniging AV Holten en ASV Atletics. Daarnaast werd de loop verplaatst naar de zondag. De nieuwe afstanden bij de DHHL zijn: 1km kidsrun, 5km, 10km en de halve marathon.

### Regge Survival
Sinds 1996 wordt in Nijverdal de jaarlijkse Regge Survival gehouden. De Regge Survival wordt gelopen over twee verschillende afstanden, respectievelijk 4 kilometer en 6 kilometer. De Regge Survival is speciaal voor kinderen. Het is geen wedstrijd, het doel is met je team de finish halen. De start is elk jaar bij de atletiekbaan. De deelnemers moeten over touwbruggen, natuurlijke obstakels, kanovaren en door de rivier de Regge zwemmen. Bij de vijftiende editie van de Regge Survival in 2011 deden 1250 deelnemers mee.

### Crosscircuit
Sinds het seizoen 1997/1998 organiseren ASV Atletics, AV Rijssen, AV Holten en AV Goor '75 gezamenlijk een crosscircuit. De crosscompetitie wordt over vier wedstrijden gelopen, waarvan er drie verplicht zijn. Elke cross wordt gelopen over vier verschillende afstanden, respectievelijk 1,5, 2,5, 5 en 10 kilometer. Het crosscircuit trekt jaarlijks vele regionale en soms nationale deelnemers. De verschillende wedstrijden zijn:
- De Wilgendweard Nijverdalsebergcross wordt georganiseerd door Albert Horsman van AV Atletics en de startlocatie is bij activiteitenpark De Wilgenweard in Nijverdal.
- De Ter Steege Crossloop wordt georganiseerd door AV Rijssen. De start vindt sinds enkele jaren plaats op de atletiekbaan van AV Rijssen. Voorheen vond deze plaats op de grasbaan van AV Rijssen.
- De Holterbergcross wordt georganiseerd door AV Holten in Holten, in de buurt van de grasbaan van AV Holten.
- De Bovenbergcross wordt georganiseerd door AV Goor '75 over de Bovenberg bij Goor. Voorheen heette de wedstrijd Herikerbergcross, verwijzend naar de locatie van de wedstrijd tot het seizoen 2008/2009 over de Herikerberg bij Markelo.
- Sinds 2012 is er een cross bijgekomen. AV Twenterand organiseert de Lageveldcross om het recreatiewater Het Lageveld te Wierden.

### SallandTrail
Op 13 maart 2012 werd voor de eerste keer de SallandTrail georganiseerd. Er zijn acht afstanden in totaal: de 11, 20, 28, 36, 41, 50, 60 en 80 kilometer. Het parcours biedt alles wat een trailloper zich kan wensen, veel hoogteverschil, singeltrails, mulle zandpaden, "alleen" in de natuur. Kenmerkend aan de SallandTrail zijn de zeer uitgebreide verzorgingsposten onderweg. De eerste editie werd gewonnen door de Nijverdaller Bertil Krukkert (lid van ASV Atletics) die de 50 kilometer aflegde in 3:53:40. Het aantal deelnemers is op alle afstanden verhoogd. Een deel in het inschrijfgeld komt ten goede aan de Sallandse Heuvelrug.

### SPAR NK Cross
Op 6 en 7 maart 2010 organiseerde ASV Atletics de SPAR Nederlandse Kampioenschappen Cross in Hellendoorn/Nijverdal. De 51e editie van het belangrijkste crossevenement van Nederland werd gelopen over een heuvelachtig parcours op de Sallandse Heuvelrug. De start vond plaats bij Manege 't Oale Spoor in Hellendoorn.
De officiële KNAU-series die, met uitzondering van de series voor de Masters, op 7 maart plaatsvonden, werden gelopen in elf categorieën, namelijk: Meisjes junioren B (3.990 m), Jongens junioren B (5.865 m), Meisjes junioren A (5.865 m), Jongens junioren A (7.989 m), Vrouwen korte cross (2.685 m), Mannen korte cross (2.685 m), Vrouwen lange cross (7.989 m), Mannen lange cross (12.054 m), Vrouwen Masters (5.062 m), Mannen Masters 35-45 (12.054 m) en Mannen Masters 50-70 (8.770 m). Verder was er nog een trimloop (8.000 m) voor recreanten en op zaterdag 6 maart waren er nog de onofficiële series voor de Pupillen en Junioren tot en met Junioren C.
Op 5 december 2009, tijdens de Nijverdalsebergcross, werd door AV Atletics een try-out voor de NK Cross georganiseerd. Hierbij kwam de organisatie erachter dat een aantal plekken op het parcours gevaarlijk glad werd in combinatie met regen. Vervolgens paste de organisatie het parcours op een aantal plaatsen aan.
De SPAR NK Cross 2010 werd bij de mannen gewonnen door Khalid Choukoud (lange cross) en Guus Janssen (korte cross). Bij de vrouwen waren het Miranda Boonstra (lange cross) en Yvonne Hak (korte cross), die als eerste over de streep kwamen.
ASV Atletics heeft ook de 52e editie in 2011 georganiseerd op hetzelfde parcours als in 2010.
In 2021 en 2022 zal Atletics nogmaals het Nederlands kampioenschap cross organiseren.